# Leonardo Ciampa
Leonardo Ciampa (East Boston, États-Unis, 17 janvier 1971) est un compositeur, organiste, pianiste, et écrivain américain d'origine italienne.

## Biographie
Ciampa est née à East Boston de parents italo-américains d'origine  avellinoise et sicilienne. Dès son plus jeune âge, il a étudié au Conservatoire de musique de la Nouvelle-Angleterre, étudiant le piano avec Ronald Tardanico, Wha Kyung Byun et Jacob Maxin et l'orgue avec Yuko Hayashi. 
Il est compositeur-en-résidence de Mechanics Hall à Worcester (Massachusetts) , depuis 2019 directeur musical de l'église luthérienne Emanuel (également à Worcester) et depuis 2015 maître de chapelle honoraire de la Basilica di Sant'Ubaldo de Gubbio ,. 
Il a été directeur artistique des concerts d'orgue au Massachusetts Institute of Technology (MIT) , (2009-2016) et fondateur-directeur d'Arts MetroWest (2012-2019) ,. 
Comme organiste de concert, Ciampa s'est produit en Autriche, en Allemagne, en Suisse et surtout en Italie, où il a joué dans de nombreux festivals internationaux (dont le Festival Perosiano, Festival Organistico Lauretano,, Festival Biellese, Organi Storici della Valsesia, Le Voci della Città e il Reate Festival). Il a joué dans les cathédrales de Vienne, New York, Boston, Altenberg, Brandebourg-sur-la-Havel, Tortona et Biella ; et les basiliques de Rome, Turin, Lorette, Rieti et Gubbio.
Il a composé Carusiana (pour le centenaire de la mort de Enrico Caruso, jouée au Mechanics Hall ), la Kresge Organ Symphony, commandée par le MIT et jouée au Kresge Auditorium ; Missa Pamphyliana, jouée à la basilique de Sant'Ubaldo à Gubbio ,; L'Annonciation, cantate pour chœur, solistes et cordes ; Suite sicilienne (op. 145) pour deux violons, piano et orchestre de chambre ; varie Sinfonie d'Organo; un concerto per pianoforte ed organo; et beaucoup de musique d'orgue.
En tant que pianiste de concert, Ciampa se distingue particulièrement par ses interprétations de Chopin . Il a célébré son bicentenaire à Boston avec six concerts à la First Church .
Ses publications incluent Gigli , The Twilight of Belcanto (Le crépuscule du belcanto), con un'intervista al soprano Virginia Zeani, e Don Lorenzo Perosi.